# محمدجواد ضحاک
محمدجواد ضحاک (زاده: ۱۵ اسد/مرداد ۱۳۴۴ یکاولنگ، بامیان - درگذشت: ۱۷ جوزا/خرداد ۱۳۹۰ غوربند، پروان) فرمانده نظامی، سیاستمدار و رئیس اسبق شورای ولایتی بامیان، افغانستان و از قوم هزاره بود. وی در ۱۴ جوزا/خرداد ۱۳۹۰ هنگام بازگشت از جلسه رؤسای شوراهای ولایتی افغانستان از هرات باز می‌گشت در منطقه غوربند ولایت پروان به‌دست نیروهای طالبان و حزب اسلامی گلبدین حکمتیار اسیر و سه روز بعد در کنار جاده‌ای در منطقه چمچاق، سیاه‌گرد، پروان پیکر خون آلود وی پیدا شد.

## زندگی‌نامه
محمدجواد ضحاک زاده ۱۵ اسد/مرداد ۱۳۴۴ از منطقه سیاه دره ولسوالی یکاولنگ بامیان است. وی تحصیلات ابتدایی خود را در روستای خودشان خواند و تحصیلات دوره متوسطه را در لیسه ده سرخ یکاولنگ به اتمام رساند. همزمان با پایان تحصیلات با اوج‌گیری جنگ علیه نیروهای شوری در افغانستان وارد جبهه جنگ شد. بعدها به عبدالعلی مزاری نزدیک و یکی از یاران وی تا آخر ماند. و در دفتر کاری مزاری مسئولیت تأمین ارتباطات وی با مراکز سیاسی شد. پس از سقوط طالبان وی به فعالیت سیاسی روی آورد و توانست برای دو بار به شورای ولایتی بامیان راه پیدا کند. در دور اول برای یک سال و در دوره دوم دو سال پیاپی هم به عنوان رئیس شورای ولایتی تعیین شد. وی در ۱۷ جوزا/خرداد ۱۳۹۰ و پس از سه روز اسارت به دست طالبان با شلیک گلوله به سرش کشته شد.

## اعتراضات مدنی
وی در زمان ریاست شورای ولایتی بامیان یکی از منتقدان سرسخت حکومت حامد کرزی در بخش توسعه متوازن و عدالت‌خواهی بود. از جمله اقدامات وی که توجه رسانه‌ها را جلب کرده بود می‌توان به کاهگل کردن جاده بازار بامیان به اعتراض به نبود یک جاده استاندارد در ولایت و یا نامگذاری چوک هریکین در اعتراض به نبود برق در ولایت بامیان اشاره کرد. 

## ترور
محمدجواد ضحاک در زمان بازگشت از جلسه رؤسای شوراهای ولایتی که در هرات برگزار شده بود در منطقه غوربند ولایت پروان توسط نیروهای طالب و حزب اسلامی گلبدین حکمتیار اسیر شد و سه روز بعد بدن وی در حالی که اطراف بدن وی مین‌گذاری شده بود در کنار جاده‌ای در نزدیکی پل رنگان و بازار چهارده در ولسوالی غوربند پروان در حالی پیدا شد که گلوله به سر وی شلیک شده بود. فردای آن روز در ۱۸ جوزا/خرداد ۱۳۹۰ بدن وی در گلزار شهدای بامیان به خاک سپرده شد. پس از ربوده شدن ضحاک، ربایندگان خواستار آزادی ملا برهان غندکی در ازای آزادی جواد ضحاک شدند اما دولت وقت خواسته آنان را قبول نکرده بود. تلاش‌های هیئتی از طرف بامیان برای آزادی وی تشکیل شد، اما آنان نتوانست کاری کنند و ربایندگان وی و سه تن از همراهانش را پس از شکنجه فراوان به شهادت رساندند.